# Живанши-ан-Гоэль
Живанши-ан-Гоэль (фр. Givenchy-en-Gohelle) — коммуна во Франции, регион О-де-Франс, департамент Па-де-Кале, округ Ланс, кантон Льевен. Расположена в 10 км к северу от Арраса и в 6 км к юго-западу от Ланса, в 1 км от автомагистрали А26 "Англия" Кале-Труа. 
Население (2018) — 1 990 человек.

## Достопримечательности
На территории коммуны находится Канадский национальный мемориал Вими, установленный в память канадцев, погибших в битве при Вими 9-12 апреля 1917 года.

## Экономика
Уровень безработицы (2017) — 11,1 % (Франция в целом — 13,4 %, департамент Па-де-Кале — 17,2 %). 

Среднегодовой доход на 1 человека, евро (2017) — 23 590 (Франция в целом — 21 110, департамент Па-де-Кале — 18 610).

## Демография
Динамика численности населения, чел.

## Администрация
Пост мэра Живанши-ан-Гоэль с 2014 занимает Пьер Сенешаль (Pierre Sénéchal). На муниципальных выборах 2020 года возглавляемый им список одержал победу в 1-м туре, получив 67,52 % голосов. 
| Период | Период | Фамилия       | Партия                                 | Примечания        |
| ------ | ------ | ------------- | -------------------------------------- | ----------------- |
| 1975   | 1983   | Жан Дюбуа     |                                        |                   |
| 1983   | 2014   | Робер Мьелош  | Социалистическая партия                | профессор лицея   |
| 2014   |        | Пьер Сенешаль | Гражданское и республиканское движение | директор колледжа |